# Manakunnam
Manakunnam es una ciudad censal situada en el distrito de Ernakulam en el estado de Kerala (India). Su población es de 39538 habitantes (2011). Se encuentra a 14 km de Cochín y a 47 km de Alappuzha.

## Demografía
Según el censo de 2011 la población de Manakunnam era de 39538 habitantes, de los cuales 19375 eran hombres y 20163 eran mujeres. Manakunnam tiene una tasa media de alfabetización del 96,49%, superior a la media estatal del 94%: la alfabetización masculina es del 98,07%, y la alfabetización femenina del 95%.